# RDH14
La retinol deshidrogenasa 14 es una enzima que en humanos está codificada por el gen RDH14.